# Arationalité
L'arationalité est le caractère de ce qui est arationnel, en-dehors de discours relatifs à la raison. Le terme se distingue de l'irrationalité, décrivant quant à lui le caractère de ce qui va à l'encontre de la raison, plutôt que la dépassant.
L'arationalité a aussi été identifié dans certains modes de pensée pré-modernes, particulièrement dans leurs approches à la magie et aux rituels.

## Exemples
Le concept d'arationalité peut être jugé par rapport à la question de la nouveauté (en), selon Carl R. Hausman. Selon lui, réduire les nouveautés aux choses qui la composent, comme une nouvelle chanson uniquement par les notes qu'elle utilise, ne peut pas constituer une théorie de la nouveauté ; pour rester pertinente, elle se doit de rendre compte du processus créatif, qu'il soit artistique ou physique, étant une source arationnelle.
L'arationalité a aussi été utilisé afin d'expliquer certaines convergences historiques entre différentes visions de la moralité. Selon la professeure de philosophie Lisa Tessmann (en), certains éléments de l'expérience morale humaine sont arationnelles, et une théorie morale pertinente ne devrait pas insister sur une rationalité absolue.